# Escudo de Santander (Colombia)
El Escudo de Santander es el principal emblema y uno de los símbolos oficiales del departamento colombiano de Santander. Fue diseñado por Yair Leonardo Pinzón Enciso y adoptado de forma oficial el 31 de agosto de 2004.

## Blasonado
Los colores que predominan en la estructura del escudo son los colores de la bandera de Santander: el amarillo, el verde, el rojo, el dorado, el marrón, el azul, y el negro. Está compuesto por siete estrellas que representan las siete provincias de Santander. Primer cuartel el perfil de José Antonio Galán en sable y plata. Segundo cuartel una torre petrolera en sable. Tercero, el Cañón del Chicamocha en colores naturales. Rodeando el escudo un aro dorado. Bajo el escudo un manojo de hojas de tabaco y por divisa “DEPARTAMENTO DE SANTANDER” en la parte superior y “SIEMPRE ADELANTE” en una cinta de color oro antiguo en la parte inferior.

## Diseño y significado de los elementos
El escudo está compuesto de varias "capas" superpuestas una sobre otra, con forma similar al blasón francés, y todo esto contenido dentro de una circunferencia de color dorado. Está dividido en tres cuarteles, dos ubicados en la parte superior y uno que ocupa toda la parte inferior.

## Uso
El escudo debe ser utilizado en todos los actos públicos y se incorpora de manera permanente a los símbolos que caracterizan la cultura e idiosincrasia Santandereana. También debe ser usado en los actos privados donde los ciudadanos santandereanos lo consideren de trascendencia junto con la bandera y el himno de Santander.

## Evolución del escudo santandereano

Escudo del Estado Soberano de Santander en 1857.
Escudo del Estado Soberano de Santander en 1861.
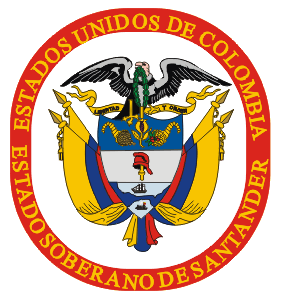
Escudo del Departamento de Santander en 1886.
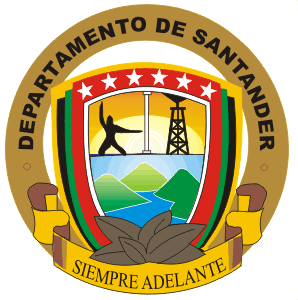
Escudo del Departamento de Santander en 2008.
Escudo del Departamento de Santander en 2019.[4]